# اسم رمز

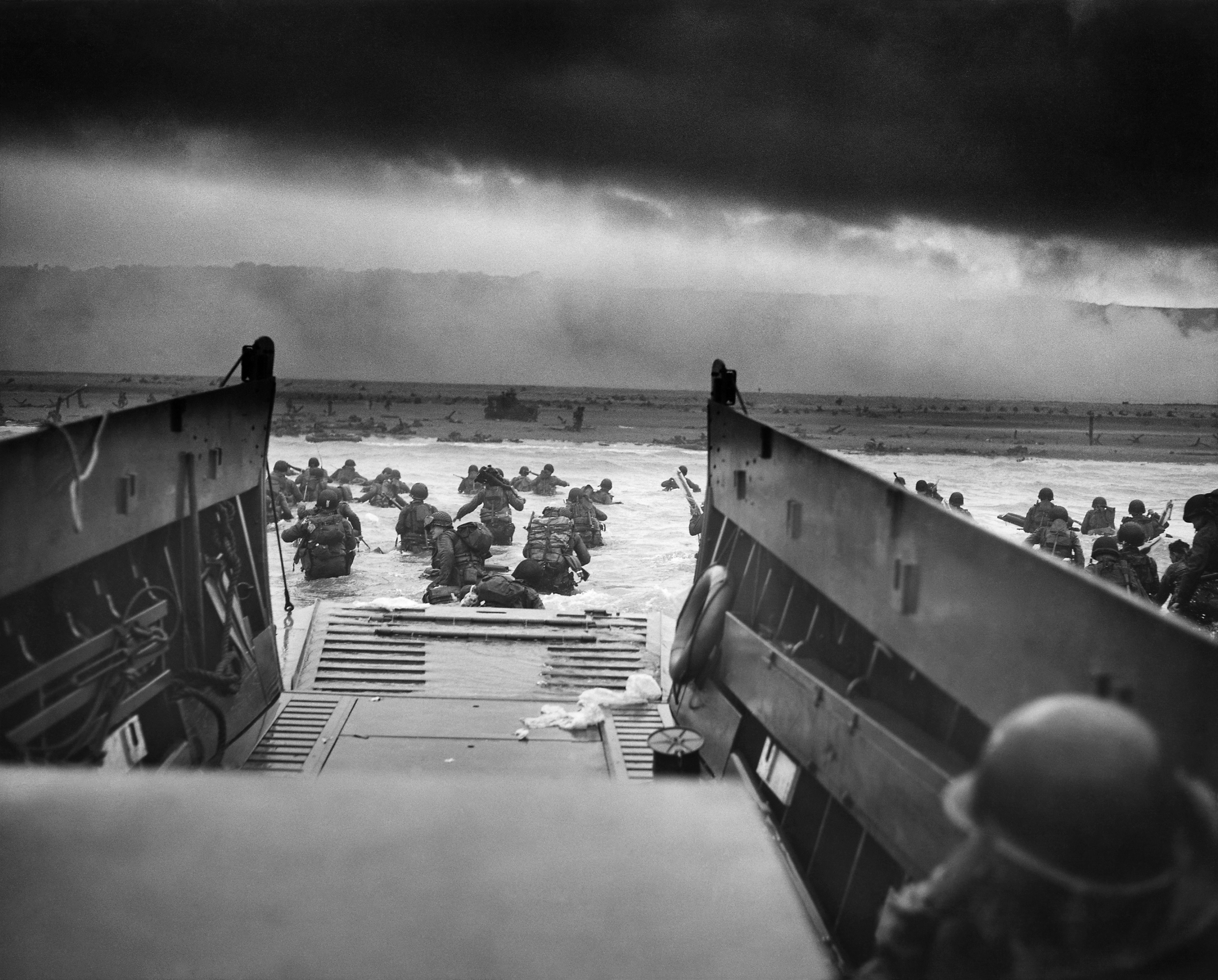
ساحل اوماها نام رمز نیروهای متفقین برای منطقه‌ای ساحلی در شمال‌غربی فرانسه بود. در جریان این عملیات بیش از ۱۶۰٬۰۰۰ سرباز در ساحل نرماندی پیاده‌شدند و عملیات آزادسازی فرانسه در این روز رقم خورد.

کد نام (به انگلیسی: code name) یا نام کد پایه واژه‌ای مرموز (و غالباً مفرح) است که برای یک نام، کلمه، پروژه یا فرد دیگری به کار می‌رود. این نام روش غالباً در امور نظامی یا ضداطلاعات و جاسوسی کاربرد دارد. در موارد بسیاری این امر در پروژه‌های محرمانه صنعتی برای مخفی نگه داشتن از رقبا یا برای پروژه‌هایی که هنوز برای آنها بازاریابی نشده است کاربرد دارد. علت دیگر استفاده از این مقوله در مسایل نظامی برای دریافت خطای کمتر هنگام مکالمه با واکی تاکی است.